# 飯山満町
飯山満町（はさまちょう）は、千葉県船橋市にある地名。現行行政地名は飯山満町一丁目から三丁目。郵便番号は274-0822。

## 地理
この地域は深田のため、「帽子が田んぼに落ちても絶対に取りに入ってはならぬ」と言われていたほどで、大人でも一度はまるとなかなか抜け出せなかったという。
地勢は高低差が激しく、飯山満川や前原川（海老川水系）が流れている。かつては低地では谷津田が盛んに営まれていた。戦後の開発に伴い宅地化が進んだが、斜面林も多く残されている。

### 地価
住宅地の地価は、2014年（平成26年）1月1日の公示地価によれば、飯山満町3丁目1709番72の地点で11万3000円/m2となっている。

## 歴史
地名は江戸時代にあった上・下飯山満（かみ・しもはさま）に由来する。千葉県における難読地名のひとつである。
1955年（昭和30年）1月1日実施の船橋市による旧二宮町地区の町名設定の際、それまでの大字上飯山満・下飯山満および北側に隣接していた滝台の一部（飛び地）を「飯山満町一〜三丁目」と「中野木町」に再編し、また下飯山満の一部（飛び地）は「習志野町一丁目」（現在の高根台）に、上飯山満の一部は「前原町一丁目」（現在の前原西）にそれぞれ編入された。
その後、「前原西六・八丁目」を皮切りに、飯山満町一〜三丁目の一部地域が住居表示の実施により「芝山一・三〜七丁目」や「二宮一・二丁目」などとして分割・独立し、現在に至る。

### 地名の由来
「飯山満」の語源は良く分かっていないが、「谷あいの場所：谷と谷のはざま（はさまれた場所）」という音を後に漢字にあてたのではないかと考えられている。実際に古くからの住民を中心に「はざま」と濁点付きで呼ぶ人も多く、町内の店舗や企業の営業所などの看板には「はざま」や「HAZAMA」の表記が見られる。
また、山奥でも米が取れる良い土地ということで、「ご飯が山に満る」ということから地名の飯山満と由来しているという説もある。

## 世帯数と人口
2020年（令和2年）8月1日現在の世帯数と人口は以下の通りである。
| 丁目           | 世帯数    | 人口     |
| -------------- | --------- | -------- |
| 飯山満町一丁目 | 686世帯   | 1,735人  |
| 飯山満町二丁目 | 3,742世帯 | 7,904人  |
| 飯山満町三丁目 | 4,344世帯 | 9,818人  |
| 計             | 8,772世帯 | 19,457人 |

## 小・中学校の学区
市立小・中学校に通う場合、学区は以下の通りとなる。
| 丁目           | 番地 | 小学校                                                    | 中学校                                                |
| -------------- | --- | --------------------------------------------------------- | ----------------------------------------------------- |
| 飯山満町一丁目 | 102・103番地、105番地 108番地1、108番地15～57 110～113番地、116～122番地 124～162番地、1335番地9～20 1335番地28～33、1344～1384番地 1386番地、1388～1400番地 1402～1404番地 | 船橋市立飯山満南小学校 船橋市立芝山西小学校 ※どちらか選択 | 船橋市立飯山満中学校 船橋市立芝山中学校 ※どちらか選択 |
| 飯山満町一丁目 | その他 | 船橋市立飯山満南小学校                                    | 船橋市立飯山満中学校                                  |
| 飯山満町二丁目 | 1～380番地、394番地 397～527番地、536〜641番地 648～697番地 | 船橋市立飯山満南小学校                                    | 船橋市立飯山満中学校                                  |
| 飯山満町二丁目 | 381～393番地、395・396番地 528～535番地 | 船橋市立中野木小学校                                      | 船橋市立前原中学校                                    |
| 飯山満町二丁目 | 642～647番地、698番地以降 | 船橋市立飯山満小学校                                      | 船橋市立飯山満中学校                                  |
| 飯山満町三丁目 | 1304～1387番地、1424～1462番地 1465～1469番地、1575～1672番地 | 船橋市立飯山満小学校                                      | 船橋市立飯山満中学校                                  |
| 飯山満町三丁目 | 1388～1423番地、1463・1464番地 1470～1532番地 | 船橋市立飯山満小学校                                      | 船橋市立二宮中学校                                    |
| 飯山満町三丁目 | 1～1303番地、1533～1574番地 1673番地以降 | 船橋市立七林小学校                                        | 船橋市立七林中学校                                    |

## 主な施設
- 船橋市飯山満公民館（1丁目）
- 船橋市飯山満児童ホーム（2丁目）
- NTT東日本船橋グラウンド（2丁目）

## 教育

### 高等学校
- 東葉高等学校（2丁目）

### 中学校
- 船橋市立飯山満中学校（1丁目）

### 小学校
- 船橋市立飯山満小学校（3丁目）
- 船橋市立飯山満南小学校（1丁目）

### 幼稚園・保育園
- 飯山満幼稚園（3丁目）
- 不二幼稚園（2丁目）
- 神明幼稚園（1丁目）
- 飯山満地区学童保育園（2丁目）

### 自動車学校
- 船橋中央自動車学校（2丁目） - 元プロ野球選手の林昌範の実家であり、林が営業部長として在職している[10]。

## 医療機関
- 船橋整形外科病院（1丁目） - スポーツマンのリハビリを数多く受け持っている。
- 医療法人同和会千葉病院（2丁目）
- 船橋中央眼科（1丁目）

## 福祉施設
- 船橋市ケア・リハビリセンター（2丁目）
- 社会福祉法人清和会特別養護老人ホーム　ワールドナーシングホーム・第2ワールドナーシングホーム（2丁目）
- ケアハウス市立船橋長寿園（2丁目）
- 船橋市東部在宅介護支援センター
- 介護老人保健施設フェルマータ船橋（1丁目）

## 寺院・神社
- 大日神社（1丁目）- 一見、古墳のように見えるのは方型の塚で、上に出羽三山塔が五基並んでいる。そのうちの大日如来像を彫った塔は元禄13年の造立で、市内最古の出羽三山塔である[4]。
- 権現神社（1丁目）
- 神明神社（1丁目）- 祭神は天照大神。境内に神楽殿があり、年に2度（初午と10月18日）、神楽が奉納される[4]。
- 子神社（1丁目）- 小川藤右衛門が祀った神社で、婦人病治癒に効験のある神様として信仰をあつめた[4]。
- 能満寺（1丁目）- 真言宗豊山派の寺。薬師堂や力石、門前には六地蔵などが置かれている。八十八ヶ所札所大絵馬が奉納されている[4]。
- 阿弥陀山清房院（2丁目）- 昭和44年（1969年）、平将門の娘とされる千代姫の故事と太平洋戦争の戦死者の霊を慰めるために建てられた[4]。
- 大宮神社（2丁目）- 昔から蛇が多く里人を苦しめたので祭神に須佐之命を祀ったと伝えられる。毎年1月7日、10月23日に神楽を奉納[4]。
- 庚申塚（2丁目）- 文政11年(1828年)の馬頭観音、万延元年(1860年)の二十三夜塔および庚申塔、明治13年(1880年)の出羽三山供養塔が建てられている[4]。
- 泰真院（2丁目）
- 東福寺（2丁目）-江戸時代の開山といわれる。医王山東福寺といい、真言宗豊山派の寺。本尊は薬師如来。明治6年（1873年）、飯山満尋常小学校の開校時に仮校舎として本堂が使用された[4]。
- 馬頭観音（2丁目）- 寛延元年(1748年)に建てられた。馬頭観音は本来は動物の馬の守護仏ではないが、江戸時代後期以後は愛馬の墓碑として盛んに造立されるようになった[4]。
- 薬師堂（2丁目）- 三尊種子が一基祠に納められている。境内墓地は慶安、万治、延宝といった江戸時代の墓が多く、古くから行われた両墓制(参り墓と埋め墓と分ける）を見ることができる。江戸時代中頃の名主総代をつとめた近藤五兵衛家の墓もある[4]。
- 王子神社（3丁目）- 本郷集落の鎮守社で、大国主之命を祭神に祀った[4]。
- 金比羅神社（3丁目）- 安産・子育を願ったものと伝えられている。大師堂には弘法大師座像が安置され、吉橋組大師講の八十五番札所になっている[4]。
- 倶利加羅不動尊（3丁目）- 不動堂の下の谷頭は現在も湧水が見られるが、かつては小滝であった。そこが行者等の修行場となり、石の倶利伽羅不動が造立された。江戸時代には飯山満不動尊といわれた[4]。
- 光明寺（3丁目）- 真言宗豊山派。本尊は阿弥陀如来[4]。

## 文化財

### 国登録
- 東葉高等学校正門（旧近藤家住宅長屋門）- 桁行11間2尺(約20.6メートル)、梁行2間半(約4.5メートル)。腰は彫子下見、上部を白漆喰塗とし、正面と背面にせがいをつけ、桟瓦葺の寄棟屋根をのせている。築造年代がわかるものは残されていないが、造りなどから明治時代中期頃に建てられたと推定される。東葉高等学校が近藤家屋敷跡に建設されるのにあわせて修復され、現在「東葉門」の名称で同校の正門として活用されている。国登録有形文化財[4]。

### 市指定
- 木造地蔵菩薩坐像（有彫） - いわゆる「ゆるぎ松地蔵」である。巨大な松から刻んだ木造地蔵菩薩坐像。享保8年(1723年)、木喰僧観信の作と伝えられているが、専門仏師作という説もある[4]。
- 板碑 （康永4年2月在銘）（有考）
- 八十八ヶ箇所札所大絵馬（有民） - 下飯山満（飯山満町1丁目）の能満寺にある。吉橋大師講の往年の姿を写した貴重な額。
- 飯山満町大宮神社の神楽 （無民）

## 交通
町内の停留所、駅名のみ記載。
- 鉄道
  - 東葉高速鉄道飯山満駅（2丁目）
- バス
  - 京成バス
    - 飯山満駅（系統：飯山満駅 - 東船橋駅・船橋駅北口）
    - 飯山満二丁目自治会館、飯山満二丁目、飯山満南小学校（系統：津田沼駅 - 千葉病院前 - 東船橋駅）

  - 【廃線】新京成バス飯山満三丁目、本郷、光明寺前、大宮神社、ゆるぎ松、飯山満二丁目自治会館、飯山満二丁目、飯山満南小学校（系統：東船橋駅 - 飯山満二丁目 - 飯山満三丁目 - 薬園台駅 - 習志野車庫）
    - 1996年まで新京成電鉄習志野営業所（後の習志野新京成バス、現在の船橋新京成バス習志野営業所）が運行していた路線。町内ほとんどの地域の交通を補っていた。狭隘路のため、末期までツーマン運行だった。東葉高速鉄道の開業に伴い廃止となった。